# Tamara Agnic
Tamara Nedjelka Agnic Martínez es una ingeniera comercial y consultora chilena, fue superintendenta de Pensiones de su país entre los años 2014 y 2016.

## Biografía
Se formó profesionalmente en la Universidad de Santiago de Chile (Usach) de la capital, corporación de la cual egresó en el año 1988 con el premio al tercer mejor rendimiento de su promoción. Entre 1993 y 1994 complementó su formación con una maestría en administración de negocios (MBA) en la Universidad Adolfo Ibáñez, en Santiago.
En 1990 se incorporó a la Superintendencia de Isapres, entidad que más tarde sirvió de base a la Superintendencia de Salud. En esta repartición, en la que permaneció por más de 14 años, desempeñó diversas labores, destacándose su participación como administradora provisional de Vida Plena tras la crisis vivida por el grupo controlador de la firma, Inverlink.
A fines de 2004 pasó al Ministerio de Hacienda, donde le tocó por cuatro años asesorar a los servicios dependientes de la Subsecretaría de Hacienda.
Entre 2009 y 2012, en tanto, ocupó la dirección de la Unidad de Análisis Financiero (UAF), organismo estatal especializado en prevenir e impedir la utilización del sistema financiero y de otros sectores de la actividad económica del país, para la comisión de los delitos de lavado de dinero y financiamiento del terrorismo.
En 2012 fue presidenta pro tempore del Grupo de Acción Financiera de Sudamérica (Gafisud), órgano regional que establece políticas para la prevención y control del lavado de activos y financiamiento del terrorismo.
Hasta el 31 de julio de 2014 se desempeñó como presidenta ejecutiva de Agnic Consultores, fecha en la que pasó a desempeñar su cargo de superintendenta luego de un concurso público para llenar el puesto tras la salida de Álvaro Gallegos, quien permanecía como interino desde fines de marzo.
Fue nombrado directora de Codelco en abril de 2025 por el Gobierno.

## El cuestionamiento a "La Operación"
Durante 2015 Agnic fue cuestionada por su participación en una escandalosa operación financiera al filo de la ley. Ella como superintendenta autorizó la fusión de la AFP Argentum y la AFP Cuprum, haciendo uso de su autoridad. Sin embargo, se planteó que era una forma de evadir impuestos ya que una de dichas instituciones sólo tiene una existencia "de papel". También se le ha cuestionado la asesoría de su empresa Agnic Consultores al Representante legal Omar Reyes de Banmédica, quien es dueño de Círculo Verde, empresa vinculada al fraude famoso como el "Caso La Polar" y a las plantas políticas ilegales del Grupo Angelini.
A pesar de que el superintendente de Pensiones que sucedió a Tamara Agnic, Osvaldo Macías, decidió confirmar la legalidad de la operación a través de la resolución exenta N°0513 del año 2016, Contraloría tuvo discrepancias en aquella resolución, las cuales fueron manifestadas en la comisión investigadora de la época, a través de la subcontralora Patricia Arriagada. A consideración de la entidad fiscalizadora, la modalidad con que se hizo la fusión "no fue idónea” además de “innecesaria”, a pesar de no ser ilegal.